# Nemzeti Bajnokság I 2014-15
La Nemzeti Bajnokság I 2014-15 fue la 113.ª temporada de la Primera División de Hungría. El nombre oficial de la liga fue OTP Bank Liga por razones de patrocinio. La temporada comenzó el 25 de julio de 2014 y finalizó el 31 de mayo de 2015. El club Videoton FC de la ciudad de Székesfehérvár consiguió su segundo título de liga tras el obtenido en la temporada 2010-11.
Los dieciséis clubes en competencia disputaron dos ruedas con un total de 30 partidos disputados por club. Al final de la temporada, los dos últimos clasificados descienden y son sustituidos por el primero y segundo de la NB2, la segunda división de Hungría.

## Ascensos y descensos
Los clubes Mezőkövesd-Zsóry SE y Kaposvári Rákóczi terminaron la temporada 2013-14 en los dos últimos lugares y por lo tanto fueron relegados a la NBII. Los dos equipos descendidos fueron reemplazados por el campeón y subcampeón de la NBII 2013/14, Nyíregyháza Spartacus y Dunaújváros PASE respectivamente.
| Pos. | Descendidos de la Nemzeti Bajnokság I 2013/14 |
| ---- | --------------------------------------------- |
| 17.º | Mezőkövesd-Zsóry SE                           |
| 18.º | Kaposvári Rákóczi                             |

| Pos. | Ascendidos de la Nemzeti Bajnokság II 2013/14 |
| ---- | --------------------------------------------- |
| 1.º  | Nyíregyháza Spartacus                         |
| 2.º  | Dunaújváros PASE                              |

## Clubes
| Club                  | Ciudad         | Estadio                  | Capacidad | 2013-14 |
| --------------------- | -------------- | ------------------------ | --------- | ------- |
| Debreceni VSC         | Debrecen       | Nagyerdei Stadion        | 20.340    | 1°      |
| Diósgyori VTK         | Miskolc        | DVTK Stadion             | 11.398    | 5°      |
| Dunaújváros PASE      | Dunaújváros    | Dunaferr Arena           | 15.000    | NBII 2° |
| Ferencvárosi TC       | Budapest       | Groupama Arena           | 15.804    | 3°      |
| Győri ETO FC          | Győr           | ETO Park                 | 15.600    | 2º      |
| Honvéd Budapest FC    | Budapest       | Bozsik Stadion           | 9.500     | 9°      |
| Kecskeméti TE         | Kecskemét      | Széktói Stadion          | 6.320     | 10°     |
| Lombard-Pápa TFC      | Pápa           | Perutz Stadion           | 5.500     | 12°     |
| MTK Budapest FC       | Budapest       | Estadio Nándor Hidegkuti | 7.515     | 8°      |
| Nyíregyháza Spartacus | Nyíregyháza    | Városi Stadion           | 16.500    | NBII 1° |
| Paksi SE              | Paks           | Fehérvári úti stadion    | 4.400     | 11°     |
| Pécsi MFC             | Pécs           | PMFC Stadion             | 7.000     | 7°      |
| Puksás AFC            | Felcsút        | Pancho Arena             | 3.000     | 14°     |
| Szombathelyi Haladás  | Szombathely    | Rohonci úti stadion      | 9.500     | 6°      |
| Újpest FC             | Budapest       | Estadio Ferenc Szusza    | 13.501    | 13°     |
| Videoton FC           | Székesfehérvár | Sóstói Stadion           | 14.300    | 4°      |

## Clasificación
- Actualizado al final del torneo el 31 de mayo de 2015.[1]

| ---             | Pos. | Equipos             | PJ | PG | PE | PP | GF | GC | DIF | PTS |
| --------------- | ---- | ------------------- | -- | -- | -- | -- | -- | -- | --- | --- |
| Clasifica a UCL | 1.   | Videoton FC         | 30 | 22 | 5  | 3  | 64 | 14 | +50 | 71  |
| Clasifica a UEL | 2.   | Ferencvaros         | 30 | 19 | 7  | 4  | 49 | 19 | +30 | 64  |
| Clasifica a UEL | 3.   | MTK Budapest        | 30 | 18 | 3  | 9  | 39 | 25 | +14 | 57  |
| Clasifica a UEL | 4.   | Debreceni VSC       | 30 | 15 | 9  | 6  | 44 | 19 | +25 | 54  |
|                 | 5.   | Paksi SE            | 30 | 14 | 9  | 7  | 44 | 27 | +17 | 51  |
|                 | 6.   | Újpest Budapest     | 30 | 14 | 9  | 7  | 40 | 28 | +12 | 51  |
|                 | 7.   | Diósgyőri VTK       | 30 | 13 | 9  | 8  | 43 | 36 | +7  | 48  |
|                 | 8.   | Győri ETO (*)       | 30 | 10 | 8  | 12 | 41 | 44 | -3  | 38  |
|                 | 9.   | Kecskeméti (*)      | 30 | 10 | 8  | 12 | 30 | 39 | -9  | 38  |
|                 | 10.  | Puskás Akadémia     | 30 | 10 | 5  | 15 | 35 | 40 | -5  | 35  |
|                 | 11.  | Pécsi MFC (*)       | 30 | 8  | 7  | 15 | 32 | 51 | -19 | 31  |
|                 | 12.  | Nyíregyháza (*)     | 30 | 8  | 6  | 16 | 33 | 49 | -16 | 30  |
|                 | 13.  | Honvéd Budapest     | 30 | 6  | 10 | 14 | 26 | 36 | -10 | 28  |
|                 | 14.  | Haladás Szombathely | 30 | 7  | 4  | 19 | 26 | 53 | -27 | 25  |
| Descendió       | 15.  | Dunaújváros PASE    | 30 | 5  | 8  | 17 | 26 | 49 | -23 | 22  |
| Descendió       | 16.  | Lombard Pápa        | 30 | 4  | 7  | 19 | 14 | 57 | -43 | 19  |

(*) Finalizado el torneo los clubes Győri ETO, Kecskeméti, Pécsi MFC y Nyíregyháza fueron descendidos de categoría por problemas de obtención de la licencia profesional para la siguiente temporada.
|  | Clasificado para la Liga de Campeones de la UEFA 2015-16. |
|  | Clasificado para la Liga Europea de la UEFA 2015-16.      |
|  | Desciende a la Nemzeti Bajnokság II.                      |

## Goleadores
| Pos. | Jugador          | Club           | Goles |
| ---- | ---------------- | -------------- | ----- |
| 1    | Nemanja Nikolić  | Videoton       | 21    |
| 2    | Patrik Tischler  | Puskás Academy | 15    |
| 3    | Dániel Böde      | Ferencváros    | 13    |
| 4    | Tamás Priskin    | Győr ETO       | 11    |
| 5    | Norbert Könyves  | Paksi          | 10    |
| 6    | Bebeto           | Kecskemét      | 9     |
| 6    | László Lencse    | Puskás Academy | 9     |
| 6    | László Pekár     | Nyíregyháza    | 9     |
| 6    | Souleymane Youla | Honvéd         | 9     |

Actualizado al 2 de junio de 2015